# Sergio Páez Verdugo
Sergio Páez Verdugo (1 de junio de 1933 - 2 de julio de 2025) fue un contador general y político chileno, elegido varias veces parlamentario por la Democracia Cristiana de Chile. Fue presidente de la Unión Interparlamentaria Mundial entre 2002 y 2005.

## Biografía
Nació en Santiago el 1 de junio de 1933. Hijo de Hernán Páez Mateluna e Inés Verdugo Pantoja.
Se casó con Carmen Paz Benavides Cuevas y tuvieron dos hijos: Teresa y Sergio Alejandro.

### Inicios
Realizó sus estudios secundarios en el Liceo José Victorino Lastarria. Luego ingresó al Instituto Superior de Comercio de Santiago, donde se tituló de Contador General.
Paralelamente, en 1953 se desempeñó en el ámbito profesional como empresario del rubro de la construcción, ocupando cargos hasta 1964.
Después del golpe de Estado de septiembre de 1973, retomó su actividad profesional ejerciendo en diversas empresas del sector privado.

### Carrera política
En 1952 se integró la Falange Nacional (FN), uno de los precursores de la Democracia Cristiana, que ayudó a formar en 1957. Entre 1954 y 1963 fue dirigente sindical de la Asociación de Profesores y Empleados de la Universidad de Chile, y en 1964 fue nombrado jefe de área en la Secretaría General de Gobierno de Chile (Segegob).
Fue elegido diputado en las elecciones de 1969 por Llanquihue, Maullín, Calbuco y Puerto Varas, siendo reelegido en la elección parlamentaria de 1973. Tras el golpe militar del 11 de septiembre fue clausurado el congreso, no pudiendo comenzar su nuevo periodo.
Durante la dictadura desarrolló su carrera empresarial, y participó sala de ex parlamentarios Demócrata Cristianos. Lideró en Puerto Montt la campaña del No para el Plebiscito Nacional de 1988.
Fue elegido Senador en 1990 por la circunscripción 17, correspondiente a la X Región de Los Lagos Sur, siendo reelegido en 1997, terminando su periodo en 2005.
En 2005 volvió a postular a la reelección, obteniendo la segunda mayoría tras su compañero de lista Camilo Escalona (24,87% y 28,68% respectivamente), pero debido al sistema binominal resultó elegido su contrincante Carlos Kuschel, con el 20,66%. En abril de 2009 anunció que no aceptaba el ofrecimiento de postularse como candidato a diputado por Chiloé en las elecciones parlamentarias de 2009, haciendo públicas sus intenciones de ser candidato a senador por la zona.
Falleció el 2 de julio de 2025 aquejado por varias enfermedades 

## Reconocimientos
EL 12 de febrero de 2003, en el 150° aniversario de la ciudad, fue reconocido por el municipio de Puerto Montt como un Ciudadano Destacado, por sus aportes realizados para el desarrollo de la comuna. También ha recibido condecoraciones en Argentina, España, Italia, Marruecos, Brasil y Hungría.

## Historial electoral

### Elecciones parlamentarias de 1973
- Elecciones parlamentarias de 1973 por la 24ª Agrupación Departamental de Llanquihue

### Elecciones parlamentarias de 1989
- Elecciones parlamentarias de 1989 a Senador por la Circunscripción 17 (Los Lagos Sur)[10]

### Elecciones parlamentarias de 1997
- Elecciones parlamentarias de 1997 a Senador por la Circunscripción 17 (Los Lagos Sur)[11]

### Elecciones parlamentarias de 2005
- Elecciones parlamentarias de 2005 a Senador por la Circunscripción 17 (Los Lagos Sur)[12]